# Friendship and Freedom
Friendship and Freedom, en español, «amistad y libertad», publicada entre 1924 y 1925, fue un boletín de temática gay de Estados Unidos de breve existencia, publicado por la Society for Human Rights (SHR) basada en Chicago, la primera organización de lucha por los derechos LGBT conocida en los Estados Unidos. 
Henry Gerber, fundador de la Society for Human Rights, inició la publicación del boletín empleando su máquina de escribir personal. El fin del boletín era actuar como foro de discusión entre hombres gais. El primer número fue publicado en 1924 y se publicaron un total de dos números. Friendship and Freedom es la primera publicación periódica gay conocida de los Estados Unidos. Tanto este boletín, como Gay Fan de Jim Kepner y Vice Versa de Lisa Ben, han sido descritos como «poco profesional» por el autor de temas LGBT James Thomas Sears. El título de la revista, Friendship and Freedom, era una traducción directa de la revista gay alemana de la década de 1920, Freundschaft und Freiheit.
En la década de 1920, los Estados Unidos eran menos liberal que la Alemania contemporánea, en la que florecían muchas organizaciones que luchaban a favor de los derechos de los homosexuales. En consecuencia, la habitación de Gerber en la pensión fue asaltada por la policía de Chicago en julio de 1925 y todo lo asociado con la publicación del boletín, incluido la máquina de escribir de Gerber y sus diarios personales, fueron incautados. Gerber fue encarcelado durante tres días y la noticia de su arresto fue publicado en los medios de comunicación nacionales con grandes titulares, «Descubierto extraño culto sexual». Todas las copias de Friendship and Freedom que no estaban en circulación fueron incautados y destruidos.
Ninguna copia de Friendship and Freedom ha sobrevivido el tiempo. A pesar de la falta de copias físicas, la existencia de la publicación ha podido ser verificada por el historiador estadounidense de temas LGBT Jonathan Ned Katz  gracias a fotografías publicadas por el sexólogo y activista homosexual Magnus Hirschfeld en 1927 mostrando publicaciones de tema homosexual, entre ellas Friendship and Freedom.